# Замятин, Дмитрий Николаевич
Дми́трий Никола́евич Замя́тин (род. 30 января 1962, Свердловск-45) — российский географ, культуролог, эссеист, поэт. Кандидат географических наук (1989), доктор культурологии (2005). Основатель (2004) и руководитель (2004—2013) Центра гуманитарных исследований пространства Российского научно-исследовательского института культурного и природного наследия имени Д. С. Лихачёва (Института Наследия). Главный научный сотрудник Высшей школы урбанистики ВШЭ (с 2015).
Основоположник гуманитарной географии и одного из её основных направлений — образной (имажинальной) географии. Автор концепции метагеографии. Специалист в области культурной антропологии, геополитики, маркетинга и брендинга территорий. Развивает концепции геокультурного брендинга территории и расширяющегося геокультурного пространства России (Северной Евразии).
Лауреат премии Андрея Белого 2011 года в номинации «Гуманитарные исследования» за книгу эссе «В сердце воздуха».

## Биография

### Детство
Родился 30 января 1962 года в городе Свердловске-45 в семье инженеров, работавших в системе Министерства среднего машиностроения СССР. Отец — выходец из казаков-старообрядцев из-под Челябинска. Мать — поволжская немка, депортированная в детском возрасте вместе со своей семьёй во время Второй мировой войны из АССР Немцев Поволжья в Красноярск.
Пошёл в школу в 1968 году в шестилетнем возрасте — на год раньше принятых в то время норм. Начальную школу окончил в Свердловске-45. В 1971 году семья переехала в «Обнинск по новому месту работы родителей на приборном заводе Сигнал».
В шестнадцатилетнем возрасте окончил среднюю школу № 6, в которой учился с четвёртого по десятый класс в 1971—1978 годах. Ту же школу окончили два волейболиста: четырьмя годами раньше Александр Савин и двумя годами позже Ярослав Антонов, — оба в разное время признававшиеся лучшими волейболистами мира. В той же школе, тремя классами младше, одновременно с Замятиным три года учился телеведущий и актёр, участник «ОСП-студии» Сергей Белоголовцев.
В 1971 году недолгое время учился в обнинской детской музыкальной школе по классу гобоя, затем окончил курс музыкальной школы по классу фортепиано во Дворце культуры завода «Сигнал».
В детстве увлекался рисованием, но профессионально рисованию никогда не учился. Впоследствии лишь несколько раз воспользовался своим умением рисовать: в 1999 году для оформления рисунками первого выпуска альманаха «Вестник исторической географии» и в 2011 году — когда авторская «каллиграфия Замятина была включена Издательством Ивана Лимбаха» в оформление его книги эссе «В сердце воздуха».

### Учёба в Московском государственном университете
Сразу после окончания школы в 1978 году поступил на географический факультет Московского государственного университета имени М. В. Ломоносова. Окончил университет в 1983 году по кафедре экономической географии СССР (в настоящее время — кафедра экономической и социальной географии России). Курсовые и дипломную работу писал под руководством доцента Семёна Ханина.
В одной группе с Дмитрием Замятиным учился заведующий кафедрой экономической географии и региональной экономики Финансовой академии при Правительстве Российской Федерации Аркадий Шевченко. Однокурсниками Замятина были заведующий кафедрой социально-экономической географии зарубежных стран географического факультета МГУ Алексей Наумов; директор Standard & Poor's по России и СНГ Алексей Новиков; политический и государственный деятель, один из создателей действующей Конституции России Олег Румянцев.
Ту же кафедру экономической географии СССР географического факультета МГУ (позже — кафедра экономической и социальной географии СССР, позже — кафедра экономической и социальной географии России), что и Дмитрий Замятин, в разное время окончили поэт Дмитрий Авалиани; бард, соавтор мюзикла «Норд-Ост», предприниматель, топ-менеджер Георгий Васильев; экономист, общественный и политический деятель Евгений Гонтмахер; мандельштамовед Павел Нерлер и многие другие.

### Ярославль, аспирантура Московского университета
После окончания МГУ в 1983 году был распределён на работу в Ярославль преподавателем Ярославского государственного педагогического института имени К. Д. Ушинского.
Через два года, в 1985 году, поступил в целевую аспирантуру географического факультета МГУ, которую окончил в 1988 году. Диссертацию на соискание учёной степени кандидата географических наук защитил под руководством профессора Татьяны Калашниковой в 1989 году.
В 1988 году вернулся в Ярославль и до 1991 года продолжал работать в Ярославском государственном педагогическом институте.

### Москва
В 1991 году переехал в Москву и начал работать в Московском институте развития образовательных систем, где в лаборатории географии занимался разработкой учебных пособий для средней школы. До 2000 года был старшим научным сотрудником, в 2000—2004 годах — руководителем лаборатории.
В начале 1990-х годов занимался в семинаре лаборатории постклассических исследований Института философии РАН под руководством Валерия Подороги, который считается неформальным учителем Замятина.
В 1997—2003 годах преподавал в Российском университете дружбы народов (РУДН).
В 1999—2004 годах был куратором секции геополитики и политической географии Российской ассоциации политической науки.
В 2000—2003 годах учился в докторантуре Института географии РАН.
В 2002—2006 годах преподавал в Российском государственном гуманитарном университете (РГГУ), где был ведущим научным сотрудником Центра глобалистики и компаративистики. В 2005 году защитил в РГГУ диссертацию на соискание учёной степени доктора культурологии.
В 2001 году начал работать в секторе географии культуры и искусства Российского научно-исследовательского института культурного и природного наследия имени Д. С. Лихачёва. В 2004 году вместо упразднённого сектора географии культуры и искусства в целях институциализации созданного Дмитрием Замятиным нового междисциплинарного направления — гуманитарной географии — был создан сектор гуманитарной географии, а Замятин был назначен его заведующим. В 2011 году сектор гуманитарной географии был преобразован в Центр гуманитарных исследований пространства, где Замятин остался руководителем.
С сентября 2015 года — главный научный сотрудник Высшей школы урбанистики ВШЭ.
Основатель, председатель редакционной коллегии, ответственный редактор и составитель научного и культурно-просветительского альманаха «Гуманитарная география» (2004—2010). Член редакционной коллегии научного альманаха «Вестник исторической географии» (с «1999). Член редакционной коллегии журнала Культурная и гуманитарная география» (с 2012) и журнала «Лабиринт» (Иваново).
Автор более 400 научных и научно-популярных работ, в том числе 7 монографий и 3 учебных хрестоматий. Ряд работ опубликован в США, Германии, Италии и Монголии.
Монографии Замятина входят в список литературы программы экзамена кандидатского минимума по специальности 25.00.24 «Экономическая, социальная и политическая география» по географическим наукам ряда российских вузов.

## Научная деятельность
Научные интересы: гуманитарная география, образная география, геокультурология и социокультурная антропология, геополитика.
Создал оригинальную теорию моделирования географических образов, применимую в сфере региональной политики, маркетинга и PR территорий.
Разработал и осуществляет программу полевых исследований образов городов и территорий России.
Предложил концепцию образной национальной стратегии (2005, соавтор — Надежда Замятина).
Автор цикла эссе, посвящённых образу России.
Создал методику идентификации, разработки и продвижения локальных и региональных образов (2004—2005).
Развивает концепции геокультурного брендинга территории и расширяющегося геокультурного пространства России (Северной Евразии).

### Проекты

#### Научные проекты
- «Россия: воображение пространства/пространство воображения» (2008, грант Франко-российского центра общественных и гуманитарных наук при ИНИОН РАН, проведение международной конференции, издание сборника по итогам конференции, полевое исследование; научный руководитель).

#### Полевые проекты
- Моделирование гуманитарно-географических образов города (Институт Наследия, 2004—2005, города Елец, Касимов, Боровск; руководитель).
- Гений и место (Институт Наследия, 2006—2008, города Юрьевец, Балашов, Хвалынск; руководитель).
- Локальные мифологии: генезис и закономерности развития (Институт Наследия, 2009—2011; территории Урала, руководитель).
- Региональные идентичности Сибири и геокультурный брендинг (с 2013; руководитель).

#### Проекты по маркетингу и брендингу территорий
- Разработка туристического бренда городов и районов Свердловской области (2011, по заказу Министерства культуры Свердловской области, совместно с Денисом Визгаловым, Надеждой Замятиной, Ильдаром Маматовым)[13][14][15][16][17][18].

### Участие в конференциях
Участник более 100 российских и международных научных конференций и семинаров, в том числе зарубежных (Испания, Италия, Япония, Ирландия, Финляндия). Из них крупнейшие:
- научная сессия Европейского Консорциума политических исследований (2000, Барселона, Испания);
- международная научная конференция «Культура в эпоху цивилизационного слома», РАН, Научный Совет по истории мировой культуры при Президиуме РАН (2001, Москва);
- Первый Конвент Российской ассоциации международных исследований (РАМИ) «10 лет внешней политики России» (2001, Москва, МГИМО);
- международная конференция «Ландшафты памяти и желания» (2001, Антропологическая Ассоциация Ирландии, Национальный университет Ирландии, Мейнуф, Ирландия);
- международный симпозиум «Глобализация и национальная идентичность» (2002, Фонд Джорджо Чини, Венеция, Италия);
- Третий Всероссийский конгресс политологов (2003, Москва, ИНИОН РАН);
- научно-практический семинар «Символический капитал региональных культурных пространств» (2003, Нижний Новгород);
- международный научный семинар «Сибирь и Монголия: формирование и развитие образов» (2004, Энхалук, Бурятия);
- международный симпозиум «За пределами империи: образы России в евразийском культурном контексте» (2006, Япония, Саппоро, Университет Хоккайдо, Исследовательский центр славистики);
- международный семинар «Конструирование нации и региона: Россия, СССР и европейская идентичность» (2006, Япония, Киото, Университет Киото);
- международный семинар по семиотике города (2007, Университет Бергамо, Италия), международный симпозиум «Постсоветские языковые идентичности» (2007, Университет Бергамо, Италия).

Руководил группой геополитики на Втором Всероссийском конгрессе политологов (2000, Москва, МГИМО).

## Преподавательская деятельность и деятельность в сфере образования
С 1983 по 2006 год преподавал с перерывами в различных советских и российских вузах: Ярославском государственном педагогическом институте имени К. Д. Ушинского (1983—1985, 1988—1991), Российском университете дружбы народов (1997—2003), Российском государственном гуманитарном университете (2002—2006).
Соавтор (с Алёшей Замятиным) трёх учебных хрестоматий по географии России для общеобразовательных школ: «Русские столицы. Москва и Петербург» (1993), «Пространства России» (1994), «Империя пространства» (2003).
Автор программы учебного спецкурса по исторической географии России (1999).

## Литературное творчество

### Эссеистика
Публикуется с 1995 года. Участник Эссе-клуба и литературной группы «Путевой журнал». Ряд эссе опубликован в журналах «Новая Юность», «Октябрь», «Воздух», «TextOnly, Зеркало», книге «Метагеография» (2004). Значительная часть всех написанных ранее эссе в 2011 году вошла в книгу «В сердце воздуха». Как эссеист близок к Рустаму Рахматуллину, Андрею Балдину и Василию Голованову.

### Поэзия
Многие эссе Дмитрия Замятина воспринимаются в литературной среде как поэзия. Так, эссе «Наброски к теории великих моголов» было опубликовано в 2010 году в журнале «Зеркало» в разделе «Поэзия плюс» в числе трёх произведений, между поэмами-верлибрами Саши Соколова «Филорнит» и Елены Фанайловой «Лена и Лена».
В некоторых эссе Замятина стихи (почти всегда верлибры) вплетены в ткань эссе. Впервые такой опыт был им предпринят в самом первом опубликованном в 1995 году эссе «Имена российских городов», которое оканчивалось верлибром «Всеобщая библиотека» (название «Всеобщая библиотека» одновременно было одним из нескольких подзаголовков эссе):
далянь

тёмным золотом вязь

мангазеи чердыни изборска

рязани тень белокаменна

суздаль владимир владимир

америку новоархангельска

север
Отдельно стихи начал публиковать в 2010 году. Первое опубликованное стихотворение «Кяхта» в 2010 году вошло в «длинный список» конкурса памяти И. Д. Рождественского — на лучшее стихотворение, посвящённое Сибири.
Осенью 2011 года недолгое время публиковал свои стихи и эссе в специально для этого созданном личном блоге в Живом журнале.
В 2013 году в издательстве «Водолей» вышла первая поэтическая книга Дмитрия Замятина «Парижский словарь московитов», название которой — аллюзия к словарю-разговорнику русского языка «Парижский словарь московитов» 1586 года.

## Дмитрий Замятин в литературе
- Поэт Геннадий Каневский эпиграфом ко всей своей поэтической книге «Поражение Марса» (2012) взял цитату из эссе Дмитрия Замятина «В сердце воздуха»:

Зарекшись ступить на землю этой страны, я рискую расстаться с клубящимся миром собственных смыслов и загадок. Так становятся резидентом, шпионом, разведчиком, навсегда остающимся в пространстве, подлежащем репрессиям и уничтожению.
- Коллективному сборнику стихов «Каменск, отчеством Уральский», вышедшем в 2013 году и полностью посвящённом городу Каменск-Уральский, был предпослан эпиграф из Дмитрия Замятина:

Литературное произведение, образ могут вырастать из географического пространства, пейзажа, ландшафта, города; питаться ими — но и одновременно фактом своего существования создавать их.

## Литературные премии
- 2011 — Лауреат премии Андрея Белого в номинации «Гуманитарные исследования» за книгу эссе «В сердце воздуха: К поискам сокровенных пространств»[25].

## Семья и родственные связи
- Родители:

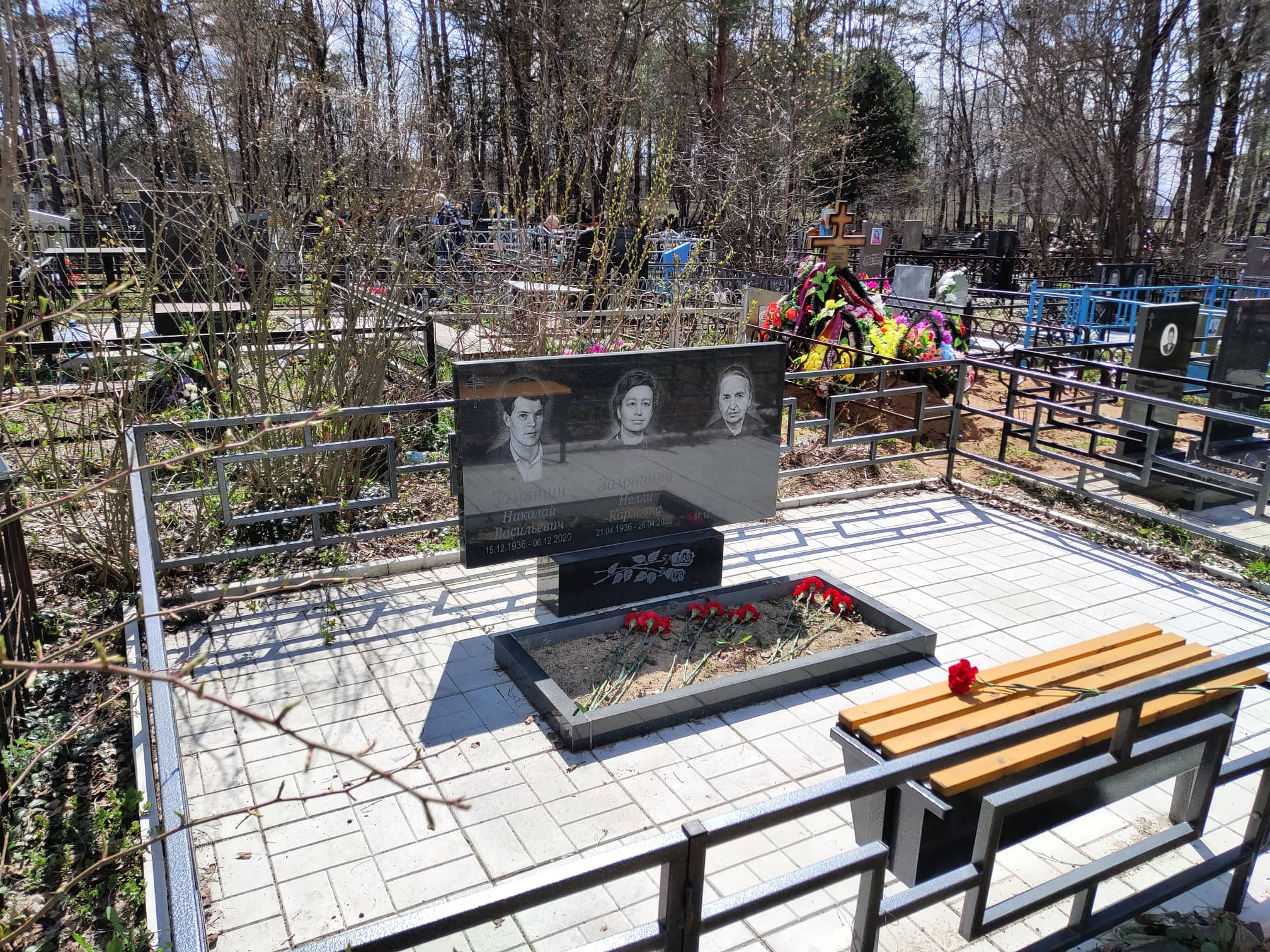
Семейная могила Замятиных-Кромбергов на Кончаловском кладбище в Обнинске. Фотография 2022 года

  - Отец — Николай Васильевич Замятин (15 декабря 1936 — 6 декабря 2020), советский и российский инженер. Потомственный казак-старовер. Руководитель группы механической обработки приборного завода «Сигнал» в Обнинске; один из последних нескольких человек, работавших на заводе со времени основания[26][27]. Недолгое время преподавал в Центральном институте повышения квалификации Росатома России. Умер от COVID-19, по собственному желанию был отпет в православном храме, похоронен на Кончаловском кладбище в Обнинске.
  - Мать — Нелли Карловна Замятина (урождённая Кромберг; нем. Nelly Kromberg; 21 апреля 1936 — 26 апреля 2020), советский инженер. Поволжская немка, во время Второй мировой войны была депортирована со своей семьёй в Красноярск. Жила в селе Богучаны Красноярского края, позже вместе с семьёй перебралась вслед за старшим братом в Абакан, где окончила школу с золотой медалью. Окончила Челябинский политехнический институт. До выхода на пенсию в 1991 году работала в системе Министерства среднего машиностроения СССР на заводе № 418 («Электрохимприбор») в Свердловске-45 (до 1971) и приборном заводе «Сигнал» в Обнинске (1971—1991). Похоронена на Кончаловском кладбище в Обнинске.
- Дядя — Артур Карлович Кромберг (нем. Arthur Kromberg, 18 марта 1926 — 14 июня 1999), советский и украинский педагог. Один из создателей и второй директор (1961—1974) Черногорской специальной (коррекционной) школы-интерната, первый директор интерната для одарённых детей в Евпатории (1974—?). Заслуженный учитель школы РСФСР.
- Брат — Алёша Замятин (нем. Aljoscha Samjatin, р. 1965), немецкий куратор, галерист, эссеист, сценарист.
- Жена — Надежда Юрьевна Замятина (урождённая Белаш, р. 1974), российский географ.
- Дети:
  - Иван Дмитриевич Замятин.
  - Василий Дмитриевич Замятин.

## Цитаты
Эдуард Надточий, 2009:
Российская география остаётся одним из самых архаичных уголков современной географической науки. Она свято верит в субстанциализм физических репрезентаций и в исключительную объектность своего предмета. Скоро российского обычного географа будут показывать на Западе в зоопарке, а на его лекции сбегаться толпы, чтобы только взглянуть на такое чудо — типа как в своё время на Лепешинскую. Естественно, метастазы эта архаичная география даёт повсюду, и в школе, и в хрупких умах интеллектуалов, пытающихся помыслить себя и русскую революцию. Одним из таких метастазов является цирк российской геополитики с её хартлендами, атлантизмами, островами и прочей картонной бутафорией. Этим наивным нафталинным  географизмом заражены все писатели о судьбах России, гордо именующие себя экспертами.  Все они — несчастные жертвы протухшей физической географии. <…> Сегодня Дмитрий Замятин почти один противостоит всей этой голимой архаике.
Андрей Балдин, 2011:
Я помню, вернувшись с Урала, Дмитрий рассказывал, как тамошние каменноговорящие тролли понимают слово «гора». На их языке «идти в гору» означает «идти вниз (в шахту)». Ему очень понравился этот оборот-переворот. <...>

Его собственный язык пребывает в постоянном поиске таких многогранных двоений, троений, шестерений смысла. Классическое смотрение Замятин дополняет феноменологической оптикой. Горизонт полнится отстранениями, пейзаж (сознания) стремится к первородности — та еще экспедиция. Чтение как экспедиция. Только держись за борта и вёсла: читательская лодка идёт над полными слово-водами; первоморе под ней отражает первонебо.
Игорь Сид, 2011:
Невероятное количество научных терминов, выработанных им для описания человеческой рефлексии на окружающее пространство, топологию, ландшафт — свидетельство борьбы, временами лихорадочной, с неуловимостью своего предмета. В глубине своей взаимоотношение человека с пространством табуизировано, оно «выталкивает», парализует рефлексирующее на эти темы сознание. Замятин — один из немногих, кто понимает, что бьётся не с ветряными мельницами (как это кажется некоторым, предпочитающим видеть за интегральной междисциплинарностью мышления всего лишь его недисциплинированность), а с подлинным, невидимым для подавляющего большинства драконом неизъяснимости.
Ольга Балла, 2012:
По существу, тексты Замятина (даже: текст, один, большой, в который складываются, срастаются отдельные тексты, ибо это — система), невзирая на их поэтический облик, — исследование, притом экспериментальное: автор ставит эксперимент сразу на трёх (по меньшей мере) объектах — пространстве, собственном восприятии и слове — и шаг за шагом протоколирует его ход. Он исследует возможности всех трёх объектов, проявляющиеся при одном условии: при их встрече, взаимоналожении. Выводит формулу реакции. Очень чётко её моделирует.
Он выстраивает своеобразную область, возникающую на пересечении ландшафта как зрительного стимула, воспитанного определёнными традициями слова и нагруженного культурным опытом восприятия. Показывает, что происходит, когда в ответ на стимул-ландшафт сознание начинает разворачивать свои ассоциативные цепи: устраивает пространству, так сказать, иновыговаривание. Создаёт портрет непосредственно воспринятого пространства из всей культуры, пережитой воспринимающим к данному биографическому моменту, из всего собственного опыта. В том числе — очень личного, чувственного, телесного, а с другой стороны — ценностного, художественного, этического…

Я не знаю, кто сейчас в русской словесности делает что-то сопоставимое (и кто делал когда бы то ни было). Вполне возможно, что никто.

### Публикации Дмитрия Замятина

#### Книги

##### Монографии
- Замятин Д. Н. Моделирование географических образов: Пространство гуманитарной географии. — Смоленск: Ойкумена, 1999. — 256 с. — ISBN 5-93520-003-1.
- Замятин Д. Н. Гуманитарная география: Пространство и язык географических образов. — СПб.: Алетейя, 2003. — 331 с. — ISBN 5-89239-573-0.
- Замятин Д. Н. Метагеография: Пространство образов и образы пространства. — М.: Аграф, 2004. — 512 с. — (Кабинет визуальной антропологии). — ISBN 5-7784-0237-6.
- Замятин Д. Н. Власть пространства и пространство власти: Географические образы в политике и международных отношениях. — М.: Российская политическая энциклопедия (РОССПЭН), 2004. — 352 с. — ISBN 5-8243-0300-2.
- Замятин Д. Н. Культура и пространство: Моделирование географических образов. — М.: Знак, 2006. — 488 с. — ISBN 5-9551-0144-6.
- Замятин Д. Н., Замятина Н. Ю., Митин И. И. Моделирование образов историко-культурной территории: методологические и теоретические подходы / Отв. ред. Д. Н. Замятин. — М.: Институт Наследия, 2008. — 760 с. — ISBN 978-5-86443-133-7.
- Замятин Д. Н. Постгеография: Капитал(изм) географических образов. — СПб.: Гуманитарная академия, 2014. — 592 с. — 1000 экз. — ISBN 978-5-93762-108-5.

##### Хрестоматии
- Хрестоматия по географии России. Образ страны: Русские столицы. Москва и Петербург / Авт.-сост. А. Н. Замятин, Д. Н. Замятин. — М.: МИРОС, 1993.
- Хрестоматия по географии России. Образ страны: Пространства России / Авт.-сост. Д. Н. Замятин, А. Н. Замятин; предисл. Л. В. Смирнягина; послесл. В. А. Подороги. — М.: МИРОС, 1994. — 156 с. — ISBN 5-7084-0056-0.
- Империя пространства: Хрестоматия по геополитике и геокультуре России / Авт.-сост. Д. Н. Замятин, А. Н. Замятин. — М.: Российская политическая энциклопедия (РОССПЭН), 2003. — 720 с. — ISBN 5-8243-0434-3.

##### Эссеистика
- Замятин Дмитрий. Метагеография: Пространство образов и образы пространства. — М.: Аграф, 2004. — 512 с. — (Кабинет визуальной антропологии). — ISBN 5-7784-0237-6.
- Замятин Дмитрий. В сердце воздуха. К поискам сокровенных пространств: Эссе. — СПб.: Издательство Ивана Лимбаха, 2011. — 416 с. — 1000 экз. — ISBN 978-5-89059-158-6.

##### Поэзия
- Замятин Дмитрий. Парижский словарь московитов: Книга стихов. — М.: Водолей, 2013. — 192 с. — 500 экз. — ISBN 978-5-91763-169-1.

#### Важнейшие статьи
- Моделирование геополитических ситуаций (На примере Центральной Азии во второй половине XIX века) // Политические исследования. — 1998. — № 2. — С. 64-76.
- Моделирование геополитических ситуаций (На примере Центральной Азии во второй половине XIX века) (II) // Политические исследования. — 1998. — № 3. — С. 133—147.
- Политико-географические образы и геополитические картины мира (Представление географических знаний в моделях политического мышления) // Политические исследования. — 1998. — № 6. — С. 80—92.
- Историко-географические аспекты региональной политики и государственного управления в России // Регионология. — 1999. — № 1. — С. 163—173.
- Методологический анализ хорологической концепции в географии // Известия РАН. Серия географическая. — 1999. — № 5. — С. 7—16.
- Географические образы регионов и политическая культура общества // Региональное самосознание как фактор формирования политической культуры в России. — М.: МОНФ, 1999. — С. 116—125.
- Образ страны: структура и динамика (недоступная ссылка) // Общественные науки и современность. — 2000. — № 1. — С. 107—115.
- Национальные интересы как система «упакованных» политико-географических образов // Политические исследования. — 2000. — № 1. — С. 78-81.
- Пространство российского федерализма // Политические исследования. — 2000. — № 5. — С. 98—110. (Соавтор Н. Ю. Замятина).
- Феноменология географических образов // Новое литературное обозрение. — 2000. — № 6 (46). — С. 255—275.
- Географические образы в гуманитарных науках // Человек. — 2000. — № 5. — С. 81-88.
- Структура и динамика политико-географических образов современного мира // «Полития». — 2000. — Осень. № 3 (17). — С. 116—122.
- Географические образы мирового развития (недоступная ссылка) // Общественные науки и современность. — 2001. — № 1. — С. 125—138.
- Многоликость современного мира // Мегатренды мирового развития. — М.: Экономика, 2001. — С. 175—183.
- Историко-географические образы границ: репрезентация и интерпретация // Регионология. — 2001. — № 2. — С. 152—163.
- Власть пространства: от образов географического пространства к географическим образам // Вопросы философии. — 2001. — № 9. — С. 144—154.
- Геополитические образы современного мирового развития // Мировая экономика и международные отношения. — 2001. — № 11. — С. 1-7.
- Феноменология географических образов // Социологические исследования. — 2001. — № 8. — С. 12-21.
- Геополитика: Основные закономерности и итоги развития в XX веке // Зарубежная политология в XX столетии. — М.: ИНИОН РАН, — 2001. — С. 216—244.
- Историко-географические образы границ: репрезентация и интерпретация // Регионология. — 2001. — № 2. — С. 152—163.
- Стратегии репрезентации и интерпретации культурно-географических образов // Культура в эпоху цивилизационного слома. Материалы Международной научной конференции. 12-14 марта 2001 г. — М.: Научный Совет по истории мировой культуры, 2001. — С. 335—347.
- Географические образы российского федерализма // Федерализм. — 2001. — № 4 (24). — С. 55-67.
- Географические образы в культуре: методологические основы изучения // Культурная география. — М.: Институт наследия, 2001. — С. 127—143.
- Геополитика: основные проблемы и итоги развития в XX веке // Политические исследования. — 2001. — № 6. — С. 97-116.
- Русские в Центральной Азии во второй половине XIX века: стратегии репрезентации и интерпретации историко-географических образов границ // Восток. — 2002. — № 1. — С. 43—64.
- Образы путешествий: социологическое освоение пространства (недоступная ссылка) // Социологические исследования. — 2002. — № 2. — С. 12-23.
- Географические образы: что это такое? // Вестник МГУ. Серия 5. География. — 2002. — № 4. — С. 11-17.
- Геоэкономические образы регионов России // Мировая экономика и международные отношения. — 2002. — № 6. — С. 15-24.
- Геокультура: образ и его интерпретации (недоступная ссылка) // Социологический журнал. — 2002. — № 2. — С. 5-13.
- Стратегии интерпретации историко-географических образов России // Мир России. — 2002. — № 2. — С. 105—139.
- Динамика геополитических образов современной России // Человек. — 2002. — № 6. — С. 53-61.
- Стратегия представления и отображения геоэкономических образов России // НАВИГУТ (Научный Альманах Высоких Гуманитарных Технологий). Приложение к журналу «Безопасность Евразии». — 2002. — № 3(10). — С. 53-82.
- Геополитика образов и структурирование метапространства // Политические исследования. — 2003. — № 1. — С. 82-103.
- Политико-географические образы российского пространства // Политическая наука. — 2003. — № 3.
- Пространство как фактор политических трансформаций // Сб. науч. Тр. — М.: ИНИОН РАН, 2003. — С. 28-40.
- Географические образы путешествий // Культурный ландшафт: Теоретические и региональные исследования. Третий юбилейный выпуск трудов семинара «Культурный ландшафт». — М.: Изд-во Моск. ун-та, 2003. — С. 32-42.
- Геокультура и процессы межцивилизационной адаптации: стратегии репрезентации и интерпретации ключевых культурно-географических образов) // Цивилизация. Восхождение и слом. Структурообразующие факторы и субъекты цивилизационного процесса. — М.: Наука, 2003. — С. 213—256.
- Географические образы в комедии Андрея Платонова «Ноев ковчег» // «Страна философов» Андрея Платонова: Проблемы творчества. Вып. 5, юбилейный. — М.: ИМЛИ, 2003. — С. 162—170.
- Дискурсные стратегии в поле внутренней и внешней политики // Космополис. — 2003. — № 3 (5). Осень. — С. 41-49.
- Политико-географические образы российского пространства // Вестник Евразии. (Acta Eurasica). — 2003. — № 4(23). — С. 34-46.
- Географические образы русского авангарда // Человек. — 2003. — № 6.
- Азиатско-Тихоокеанский регион и Северо-восток России: проблемы формирования географических образов трансграничных регионов в XXI веке // Восток. — 2004. — № 1. — С. 136—142.
- Формирование культурно-географических образов города и проблема его переименования // Возвращенные имена: идентичность и культурный капитал переименованных городов России. — Нижний Новгород: IREX и «Профессионалы за сотрудничество», 2004. — С. 31-49.
- Социокультурное развитие Сибири и его образно-географические контексты // Проблемы сибирской ментальности / Под общ. Ред. А. О. Бороноева. — СПб.: Астерион, 2004. — С. 45-60.
- Российские политики мирового развития // Политические исследования. — 2004. — № 4. — С. 103—116.
- Русская усадьба: ландшафт и образ // Русская усадьба. Сборник Общества изучения русской усадьбы. Вып. 10 (26) / Науч. Ред.-сост. М. В. Нащокина. — М.: Жираф, 2004. — С. 51-64.
- Методологические подходы к исследованию понятия образа в географии // Известия РАН. Серия географическая. — 2004. — № 5. — С. 95-101.
- Географические образы путешествий // Гуманитарная география: Научный и культурно-просветительский альманах / Сост., отв. ред. Д. Н. Замятин; авт. Балдин А., Галкина Т., Замятин Д. и др. — Вып. 1. — М.: Институт наследия, 2004. — С. 12-41.
- Русская усадьба: ландшафт и образ // Человек. — 2004. — № 6. — С. 35-44.
- Круглая вечность. Образная геоморфология романа Андрея Платонова «Чевенгур» // Страна философов. Вып. 6. — М.: ИМЛИ, 2005. С. 5-18.
- Образ и империя // Космополис. — Весна 2005. — № 1 (11). — С. 44-56.
- Локальные истории и методика моделирования гуманитарно-географического образа города // Гуманитарная география: Научный и культурно-просветительский альманах / Сост., отв. ред. Д. Н. Замятин; авт. Андреева Е., Белоусов С., Галкина Т. и др. — Вып. 2. — М.: Институт наследия, 2005. — С. 276—323.
- Россия-образ // VITTORIO: Международный научный сборник, посвященный 75-летию Витторио Страды. — М.: Три квадрата, 2005. — С. 363—398.
- Круглая вечность. Образная геоморфология романа Андрея Платонова «Чевенгур» // Вопросы философии. — 2006. — № 1. — С. 38-49.
- Стратегии интерпретации географических образов культурных ландшафтов // Поморские чтения по семиотике культуры. Вып. 2. Сакральная география и традиционные этнокультурные ландшафты наров Европейского Севера / Отв. ред. Н. М. Теребихин. — Архангельск: Поморский университет, 2006. — С. 20-38.
- Управление образами: географические образы региональной власти, антитеррористические стратегии и внутренняя политика России // Социологические исследования. — 2006. — № 2. — С. 64—69. (Соавтор — Н. Ю. Замятина)
- Геономика: пространство как образ и трансакция // Мировая экономика и международные отношения. — 2006. — № 5. — С. 17-19.
- Память и политика // Космополис. — Весна 2006. — № 1(15). — С. 109—122.
- «Рациональное пространство»: модель географического образа натуралиста XVIII века // «Aus Sibirien — 2006»: научно-информационный сборник. — Тюмень: ИПЦ «Экспресс», 2006. — С. 185—188.
- Методологические и теоретические основания моделирования географических образов // Гуманитарная география: Научный и культурно-просветительский альманах / Сост., отв. ред. Д. Н. Замятин; авт. Абдулова И., Амоголонова Д., Балдин А. и др. — Вып. 3. — М.: Институт наследия, 2006. — С. 19-45.
- Усадьба плачущего сердца. Образная геоморфология стихотворения Александра Блока «В густой траве пропадешь с головой…» // Гуманитарная география: Научный и культурно-просветительский альманах / Сост., отв. ред. Д. Н. Замятин; авт. Абдулова И., Амоголонова Д., Балдин А. и др. — Вып. 3. — М.: Институт наследия, 2006. — С. 120—125.
- Образы реки: особенности формирования и контексты исследования // Человек. — 2006. — № 6.
- Образная национальная стратегия // Гуманитарная география: Научный и культурно-просветительский альманах / Сост., отв. ред. Д. Н. Замятин; авт. Абдулова И., Амоголонова Д., Балдин А. и др. — Вып. 3. — М.: Институт наследия, 2006. — С. 281—287. (Соавтор — Н. Ю. Замятина)
- Пространство как образ и трансакция: к становлению геономики // Политические исследования. — 2007. — № 1. — С. 168—184.
- «Преодоление демонов» в образах конфликта Грузии с Россией // Международные процессы. — Январь-апрель 2007. — Т. 5. — № 1 (13). — С. 112—116.
- Россия и нигде: географические образы и становление российской цивилизационной идентичности // Россия как цивилизация: Устойчивое и изменчивое; отв. ред. И. Г. Яковенко; Науч. совет РАН «История мировой культуры». — М.: Наука, 2007. — С. 341—367.
- Неуверенность бытия. Образ дома и дороги в фильме Андрея Тарковского «Зеркало» // Киноведческие записки. — 2007. — № 82. — С. 14-23.
- Историко-культурное наследие Севера: моделирование географических образов // Обсерватория культуры. — 2007. — № 3. — С. 62-68.
- Неуверенность бытия. Образ дома и дороги в фильме Андрея Тарковского «Зеркало» // Человек. — 2007. — № 4. — С. 77-84.
- Бытие в пространстве. Наследие Петра Чаадаева // Свободная мысль. — 2007. — № 8. — С. 52-68.
- Ландшафт и бытие // Гуманитарная география: Научный и культурно-просветительский альманах / Сост., отв. ред. Д. Н. Замятин; авт. Абдулова И., Амоголонова Д., Герасименко Т. и др. — Вып. 4. — М.: Институт наследия, 2007. — С. 362—380.
- Географический образ. Материалы к словарю гуманитарной географии // Гуманитарная география: Научный и культурно-просветительский альманах / Сост., отв. ред. Д. Н. Замятин; авт. Абдулова И., Амоголонова Д., Герасименко Т. и др. — Вып. 4. — М.: Институт наследия, 2007. — С. 273—275.
- Имажинальная (образная) география. Материалы к словарю гуманитарной географии // Гуманитарная география: Научный и культурно-просветительский альманах / Сост., отв. ред. Д. Н. Замятин; авт. Абдулова И., Амоголонова Д., Герасименко Т. и др. — Вып. 4. — М.: Институт наследия, 2007. — С. 291—296.
- Образно-географическая карта. Материалы к словарю гуманитарной географии // Гуманитарная география: Научный и культурно-просветительский альманах / Сост., отв. ред. Д. Н. Замятин; авт. Абдулова И., Амоголонова Д., Герасименко Т. и др. — Вып. 4. — М.: Институт наследия, 2007. — С. 322—325.
- Поэтика пространства. Материалы к словарю гуманитарной географии // Гуманитарная география: Научный и культурно-просветительский альманах / Сост., отв. ред. Д. Н. Замятин; авт. Абдулова И., Амоголонова Д., Герасименко Т. и др. — Вып. 4. — М.: Институт наследия, 2007. — С. 334—336.
- Образ наследия в культуре. Методологические подходы к изучению понятия наследия // Обсерватория культуры. — 2007. — № 6. — С. 60—66.
- Имиджевые ресурсы территории: идентификация, оценка, разработка и подготовка к продвижению имиджа // Гуманитарная география: Научный и культурно-просветительский альманах / Сост., отв. ред. Д. Н. Замятин; авт. Абдулова И., Амоголонова Д., Герасименко Т. и др. — Вып. 4. — М.: Институт наследия, 2007. — С. 227—250. (Соавтор — Н. Ю. Замятина).
- Территория ностальгии // Свободная мысль. — 2007. — № 12. — С. 129—139.
- Феномен паломничества: географические образы и экзистенциальное пространство // Поморские чтения по семиотике культуры. Вып. 3. Сакральная география и традиционные этнокультурные ландшафты наров Европейского Севера / Отв. ред. Н. М. Теребихин. — Архангельск: Поморский университет, 2008. — С. 38-53.
- Пространство как образ и трансакция: к становлению геономики // Общественные науки и современность. — 2008. — № 2. — С. 129—143.
- Географический фактор и цивилизации // Свободная мысль. — 2008. — № 4. — С. 169—180.
- Географические образы и цивилизационная идентичность России: метаморфозы пространства в «Скифах» Александра Блока // Beyond the Empire: Images of Russia in the Eurasian Cultural Context. Sapporo: Slavic Research Center, Hokkaido University, 2008. P. 237—255.
- Географический образ России и постсоветские языковые идентичности (недоступная ссылка) // Космополис. — Весна 2008. — № 1 (20). — С. 98-105.
- Россия и нигде: географические образы и становление российской цивилизационной идентичности // Диалог со временем. Вып. 24. — М.: URSS, 2008.
- Пришествие геократии. Евразия как образ, символ и проект российской цивилизации // Независимая газета. 23.07.2008.
- Пространство и эпоха: Географические образы в «Скифах» Александра Блока // Шахматовский вестник. Вып. 9. — М.: Наука, 2008. — С. 104—114.
- Образный империализм // Политические исследования. — 2008. — № 5. — С. 45-55.
- Storie locale e metodologie di modellizzazione della citta secondo i criteri della geografia umana // Dintorni. Rivista di letterature e culture dell’Universita degli Studi di Bergamo. Numero 4. Aprile 2008. P. 29—73.
- Nostalgia Territory (Geographical Image of Russia and the Problems of Language Identity in the Former Republics of the USSR) // Social Sciences. Volume 39. Number 3, 2008. P. 76—86.
- Образ наследия в культуре // Человек. — 2008. — № 5.
- Вообразить Россию. Географические образы и пространственная идентичность в Северной Евразии (недоступная ссылка) // Россия: воображение пространства / пространство воображения (Гуманитарная география: Научный и культурно-просветительский альманах. Специальный выпуск) / Отв. ред. И. И. Митин; сост. Д. Н. Замятин, И. И. Митин. — М.: Аграф, 2009. — С. 13-23.
- Геократия. Евразия как образ, символ и проект российской цивилизации // Политические исследования. — 2009. — № 1. — С. 71-90.
- Локальные мифы: Модерн и географическое воображение // Обсерватория культуры. — 2009. — № 1, 2.
- О понятии «география» (недоступная ссылка) // Социологическое обозрение. — 2010. — Т. 9. — № 1. — С. 93-107.
- Гуманитарная география: пространство, воображение и взаимодействие современных гуманитарных наук (недоступная ссылка) // Социологическое обозрение. — 2010. — Т. 9. — № 3. — С. 26-50.
- Холод и влага: Образно-географический анализ стихотворения Осипа Мандельштама «Декабрист» // Новый берег. — 2011. — № 31.

#### Эссе
- Имена российских городов // Русская речь. — 1995. — № 2. — С. 118—123. [Републикации: Имена российских городов // Новая Юность. — 2002. — № 52; Имена российских городов // Замятин Д. Н. Метагеография: Пространство образов и образы пространства. — М.: Аграф, 2004. — С. 283—287.]
- Ю, или Топография Вени Ерофеева // Новая Юность. — 1996. — № 19-20. — С. 221—223. [Републикация с другим названием: Военная топография Вени Ерофеева // Замятин Д. Н. Метагеография: Пространство образов и образы пространства. — М.: Аграф, 2004. — С. 321—325.]
- Экономическая география Лолиты [фрагменты] // Новая Юность. — 1997. — № 26-27. — С. 86-94. [Расширенная публикация: Экономическая география Лолиты // Октябрь. — 2003. — № 7. Публикация полного текста: Экономическая география Лолиты // Замятин Д. Н. Метагеография: Пространство образов и образы пространства. — М.: Аграф, 2004. — С. 376—440.]
- Определение геопоэтики // Октябрь. — 2002. — № 4. [Републикация: Определение геопоэтики // Замятин Д. Н. Метагеография: Пространство образов и образы пространства. — М.: Аграф, 2004. — С. 243—244.]
- Нетрадиционная география // Октябрь. — 2002. — № 4. [Републиковано с изменениями как «Послесловие. Нетрадиционная география» в «Экономической географии Лолиты» в книге: Замятин Д. Н. Метагеография: Пространство образов и образы пространства. — М.: Аграф, 2004. — С. 439—440]
- Ландшафты текста и письма // Октябрь. — 2002. — № 4.
- Русский язык как краеведение // Октябрь. — 2002. — № 4.
- Размещение времени // Октябрь. — 2002. — № 4.
- Метагеография русских столиц // Октябрь. — 2003. — № 4. [Републиковано с изменениями в книге «Метагеография: Пространство образов и образы пространства» как три отдельных эссе: «Столица», «Петербург», «Русские столицы».]
- Картография русской литературы // Октябрь. — 2003. — № 7 [Републикация: Картография русской литературы // Замятин Д. Н. Метагеография: Пространство образов и образы пространства. — М.: Аграф, 2004. — С. 313—317.]
- Геополитика языка у Велимира Хлебникова // Октябрь. — 2003. — № 7 [Републикация: Геополитика языка у Велимира Хлебникова // Замятин Д. Н. Метагеография: Пространство образов и образы пространства. — М.: Аграф, 2004. — С. 317—320.
- О геокультуре Пастернака // Октябрь. — 2003. — № 7 [Републикация: О геокультуре Пастернака // Замятин Д. Н. Метагеография: Пространство образов и образы пространства. — М.: Аграф, 2004. — С. 320—321.]
- Андрей Платонов как зеркало русской геоморфологии // Октябрь. — 2003. — № 7 [Републикация: Андрей Платонов как зеркало русской геоморфологии // Замятин Д. Н. Метагеография: Пространство образов и образы пространства. — М.: Аграф, 2004. — С. 310—312.]
- Замятин Д. Н. К ландшафту (инвектива) // Замятин Д. Н. Метагеография: Пространство образов и образы пространства. — М.: Аграф, 2004. — С. 241.
- Замятин Д. Н. Метагеография // Замятин Д. Н. Метагеография: Пространство образов и образы пространства. — М.: Аграф, 2004. — С. 241—243.
- Замятин Д. Н. Страна // Замятин Д. Н. Метагеография: Пространство образов и образы пространства. — М.: Аграф, 2004. — С. 244—246.
- Замятин Д. Н. Путешествие // Замятин Д. Н. Метагеография: Пространство образов и образы пространства. — М.: Аграф, 2004. — С. 247—249.
- Замятин Д. Н. Граница // Замятин Д. Н. Метагеография: Пространство образов и образы пространства. — М.: Аграф, 2004. — С. 249—252.
- Замятин Д. Н. Город // Замятин Д. Н. Метагеография: Пространство образов и образы пространства. — М.: Аграф, 2004. — С. 252—254.
- Замятин Д. Н. Столица // Замятин Д. Н. Метагеография: Пространство образов и образы пространства. — М.: Аграф, 2004. — С. 255—257.
- Замятин Д. Н. Петербург // Замятин Д. Н. Метагеография: Пространство образов и образы пространства. — М.: Аграф, 2004. — С. 257—260.
- Замятин Д. Н. Географическая карта // Замятин Д. Н. Метагеография: Пространство образов и образы пространства. — М.: Аграф, 2004. — С. 260—263.
- Замятин Д. Н. Русские столицы // Замятин Д. Н. Метагеография: Пространство образов и образы пространства. — М.: Аграф, 2004. — С. 263—265.
- Замятин Д. Н. Река Безымянная // Замятин Д. Н. Метагеография: Пространство образов и образы пространства. — М.: Аграф, 2004. — С. 266—267.
- Замятин Д. Н. Двое и страх // Замятин Д. Н. Метагеография: Пространство образов и образы пространства. — М.: Аграф, 2004. — С. 267.
- Замятин Д. Н. Гараж // Замятин Д. Н. Метагеография: Пространство образов и образы пространства. — М.: Аграф, 2004. — С. 268.
- Замятин Д. Н. Большая комната // Замятин Д. Н. Метагеография: Пространство образов и образы пространства. — М.: Аграф, 2004. — С. 268—269.
- Замятин Д. Н. Футбол в Обнинске // Замятин Д. Н. Метагеография: Пространство образов и образы пространства. — М.: Аграф, 2004. — С. 269—272.
- Замятин Д. Н. Крым как бабочка // Замятин Д. Н. Метагеография: Пространство образов и образы пространства. — М.: Аграф, 2004. — С. 273.
- Замятин Д. Н. Юрьевец // Замятин Д. Н. Метагеография: Пространство образов и образы пространства. — М.: Аграф, 2004. — С. 273—274.
- Замятин Д. Н. Венеция и Дальний Восток // Замятин Д. Н. Метагеография: Пространство образов и образы пространства. — М.: Аграф, 2004. — С. 274—276.
- Замятин Д. Н., Замятина Н. Ю. Все чехи сошли с ума (Образы Праги. Необязательные заметки) // Замятин Д. Н. Метагеография: Пространство образов и образы пространства. — М.: Аграф, 2004. — С. 276—278.
- Замятин Д. Н. Камчатка // Замятин Д. Н. Метагеография: Пространство образов и образы пространства. — М.: Аграф, 2004. — С. 278.
- Замятин Д. Н. Колыма // Замятин Д. Н. Метагеография: Пространство образов и образы пространства. — М.: Аграф, 2004. — С. 279.
- Замятин Д. Н. Забайкалье // Замятин Д. Н. Метагеография: Пространство образов и образы пространства. — М.: Аграф, 2004. — С. 279.
- Замятин Д. Н. Юрьевец-2 // Замятин Д. Н. Метагеография: Пространство образов и образы пространства. — М.: Аграф, 2004. — С. 279.
- Замятин Д. Н. Самара // Замятин Д. Н. Метагеография: Пространство образов и образы пространства. — М.: Аграф, 2004. — С. 279.
- Замятин Д. Н. Саратов // Замятин Д. Н. Метагеография: Пространство образов и образы пространства. — М.: Аграф, 2004. — С. 280.
- Замятин Д. Н. Жидкое московское небо. К метафизике Москвы // Замятин Д. Н. Метагеография: Пространство образов и образы пространства. — М.: Аграф, 2004. — С. 280—282.
- Замятин Д. Н. Империя пространства. К развалинам Чевенгура // Замятин Д. Н. Метагеография: Пространство образов и образы пространства. — М.: Аграф, 2004. — С. 288—303.
- Замятин Д. Н. Геократия: «Чевенгур на проводе» // Замятин Д. Н. Метагеография: Пространство образов и образы пространства. — М.: Аграф, 2004. — С. 303—304.
- Замятин Д. Н. Карта Чевенгура // Замятин Д. Н. Метагеография: Пространство образов и образы пространства. — М.: Аграф, 2004. — С. 305.
- Замятин Д. Н. «Чевенгур». Метафизика путешествия // Замятин Д. Н. Метагеография: Пространство образов и образы пространства. — М.: Аграф, 2004. — С. 306—310.
- Замятин Д. Н. География Чехова // Замятин Д. Н. Метагеография: Пространство образов и образы пространства. — М.: Аграф, 2004. — С. 325—326.
- Замятин Д. Н. Доски судьбы // Замятин Д. Н. Метагеография: Пространство образов и образы пространства. — М.: Аграф, 2004. — С. 327—336.
- Замятин Д. Н. Русское письмо // Замятин Д. Н. Метагеография: Пространство образов и образы пространства. — М.: Аграф, 2004. — С. 336—353.
- Замятин Д. Н. Экфрасис // Замятин Д. Н. Метагеография: Пространство образов и образы пространства. — М.: Аграф, 2004. — С. 354—365.
- Замятин Д. Н. Хорология // Замятин Д. Н. Метагеография: Пространство образов и образы пространства. — М.: Аграф, 2004. — С. 366—376.
- Замятин Дмитрий. Образ и империя // Новая Юность. — 2007. — № 78.
- Замятин Дмитрий. Усадьба плачущего сердца. Образная геоморфология одного стихотворения Александра Блока // Новая Юность. — 2007. — № 80.
- Замятин Дмитрий. Внутренняя география пространства. Геономика любви в книге Бориса Пастернака «Сестра моя жизнь» // Новая Юность. — 2008. — № 82.
- Замятин Дмитрий. Балашов // Воздух. — 2008. — № 3. [Републикация: Замятин Дмитрий. Балашов // Новая Юность. — 2010. — № 4 (97).]
- Замятин Дмитрий. Булочка Мадлен (Из цикла рассказов «На той стороне памяти») // Новая Юность. — 2008. — № 86.
- Замятин Дмитрий. Фрейд (Из цикла рассказов «На той стороне памяти») // Новая Юность. — 2008. — № 86.
- Замятин Дмитрий. Летний снег (Из цикла рассказов «На той стороне памяти») // Новая Юность. — 2008. — № 86.
- Замятин Дмитрий. Базулкин и Шишминцев (Из цикла рассказов «На той стороне памяти») // Новая Юность. — 2008. — № 86.
- Замятин Дмитрий. Именная (Из цикла рассказов «На той стороне памяти») // Новая Юность. — 2008. — № 86.
- Замятин Дмитрий. Фантомас (Из цикла рассказов «На той стороне памяти») // Новая Юность. — 2008. — № 86.
- Замятин Дмитрий. Поджаристость (Из цикла рассказов «На той стороне памяти») // Новая Юность. — 2008. — № 86.
- Замятин Дмитрий. Гобой (Из цикла рассказов «На той стороне памяти») // Новая Юность. — 2008. — № 86.
- Замятин Дмитрий. 37-90 КЖК (Из цикла рассказов «На той стороне памяти») // Новая Юность. — 2008. — № 86.
- Замятин Дмитрий. Театр Чарльза Дарвина // TextOnly. — 2008. — № 3 (27).
- Замятин Дмитрий. Клее. Эшер // TextOnly. — 2009. — № 3 (30).
- Замятин Дмитрий. В сердце воздуха // Воздух. — 2010. — № 1.
- Замятин Дмитрий. Первопричина Боровска // Новая Юность. — 2010. — № 4 (97).
- Замятин Дмитрий. Зеркало Юрьевца // Новая Юность. — 2010. — № 4 (97).
- Замятин Дмитрий. Наброски к теории великих моголов // Зеркало. — 2010. — № 35.
- Замятин Дмитрий. Геоархитектура и геокаллиграфия // Стороны света. — № 14.
- Замятин Дмитрий. Память и политика // Новая Юность. — 2011. — № 3 (102).
- Замятин Дмитрий. [Роман] // Новая Юность. — 2012. — № 1 (106).
- Замятин Дмитрий. О мгновенности бытия // Крещатик. — 2014. — № 3 (65).

#### Поэзия
- Замятин Дмитрий. Кяхта // День и ночь. — 2010. — № 6.
- Замятин Дмитрий. «Паче отчаяния…»: Стихи // Урал. — 2011. — № 4.
- Замятин Дмитрий. «Гранит и щебень» // Воздух. — 2011. — № 1. — С. 117—119.
- Замятин Дмитрий. Парижский словарь московитов // Новая реальность. — 2012. — № 37.
- Замятин Дмитрий. Только один ангел // Новая реальность. — 2014. — № 60.

#### Интервью
- Космарский Артём, Рассказов Сергей. Интервью с Дмитрием Замятиным // Communitas. — 2005. — № 2. Архивировано из оригинала 10 июня 2015 года.
- Ваганов Андрей. Воля к воображению пространства. Проблема вырождения всякой науки в том, что она теряет образы: Интервью с Дмитрием Замятиным // Независимая газета (Приложение «Наука»). — 28 мая 2008 года.
- Ваганов Андрей. Гуманитарная география пространства. Территория как образ, который можно искусственно сконструировать в геокультуре: Интервью c Дмитрием Замятиным // Независимая газета (Приложение «Наука»). — 28 ноября 2012 года.
- Заславский Григорий. Судьбы академической науки: [Интервью в программе «Искусственный отбор» с Дмитрием Николаевичем Замятиным, руководителем Центра гуманитарных исследований пространства Российского научно-исследовательского института культурного и природного наследия им. Д.С. Лихачева, и Алексеем Григорьевичем Васильевым, бывшим заместителем директора Российского института культурологии по научной работе] // Радио Культура. — 28 июля 2013 года.
- Козаченко Евгений. Страна должна иначе себя воображать // Новая газета. — 14 августа 2013 года. — № 89.
- Медведев Сергей. Искусство путешествия: [Интервью с Игорем Сидом и Дмитрием Замятиным в программе «Археология»] // Финам FM. — 14 августа 2013 года.
- Балла Ольга. Дмитрий Замятин: «В какой-то момент я стал осознавать себя как метагеограф…» // Частный Корреспондент. — 18 марта 2014 года.

#### Публичные выступления
- Замятин Дмитрий. Пространство и русская литература: Речь на церемонии награждения премией Андрея Белого 24 декабря 2011 года // Сайт премии Андрея Белого.

### О Дмитрии Замятине
- Александров Николай. Рецензия на книгу: Дмитрий Замятин. Метагеография: Пространство образов и образы пространства. — М.: Аграф, 2004. — 512 с. // Эхо Москвы. — 3 августа 2004 года.
- Немцев Михаил. Метатрактат о карте в голове и Лолите в степях: [Рецензия на книгу: Дмитрий Замятин. Метагеография: Пространство образов и образы пространства. — М.: Аграф, 2004. — 512 с.] (недоступная ссылка — история) // Книжная витрина. — 24 сентября 2004 года.
- Львовский Станислав. Важные книги мая: [Рецензия на книгу: Дмитрий Замятин. В сердце воздуха. К поискам сокровенных пространств: Эссе. — СПб.: Издательство Ивана Лимбаха, 2011.] // OpenSpace.ru. — 10 мая 2011 года.
- Балдин Андрей. Пластилин пространства: [Рецензия на книгу: Дмитрий Замятин. В сердце воздуха. К поискам сокровенных пространств: Эссе. — СПб.: Издательство Ивана Лимбаха, 2011.] // OpenSpace.ru. — 6 июня 2011 года.
- Александров Николай. [Рецензия на книгу: Дмитрий Замятин. В сердце воздуха. К поискам сокровенных пространств. — СПб.: Издательство Ивана Лимбаха, 2011. — 416 с.] // Эхо Москвы. — 8 августа 2011 года.
- Балла Ольга. Книжная полка Ольги Балла: [Рецензия на книгу: Дмитрий Замятин. В сердце воздуха. К поискам сокровенных пространств. — СПб.: Издательство Ивана Лимбаха, 2011. — 416 с.] // Новый мир. — 2012. — № 1.
- Бирюков Сергей. [Рецензия на книги: Дмитрий Замятин. Парижский словарь московитов. М.: Водолей, 2013; Дмитрий Замятин. Булгуннях снов. Книга стихов. М.: Водолей, 2015.] // Дети Ра. — 2016. — № 1 (135).